# Arundel
För andra betydelser, se Arundel (olika betydelser).
Arundel (engelskt uttal: [ˈærəndəl]) är en småstad och civil parish i grevskapet West Sussex i sydöstra England. Staden ligger i distriktet Arun, vid floden Arun, nära dess utlopp i Engelska kanalen. Tätorten (built-up area) hade 3 034 invånare vid folkräkningen år 2021.
Arundel har ett gammalt slott, Arundel Castle, som tillhör ätten Howard, vars huvudman bär titeln hertig av Norfolk och earl av Arundel.

## Bildgalleri

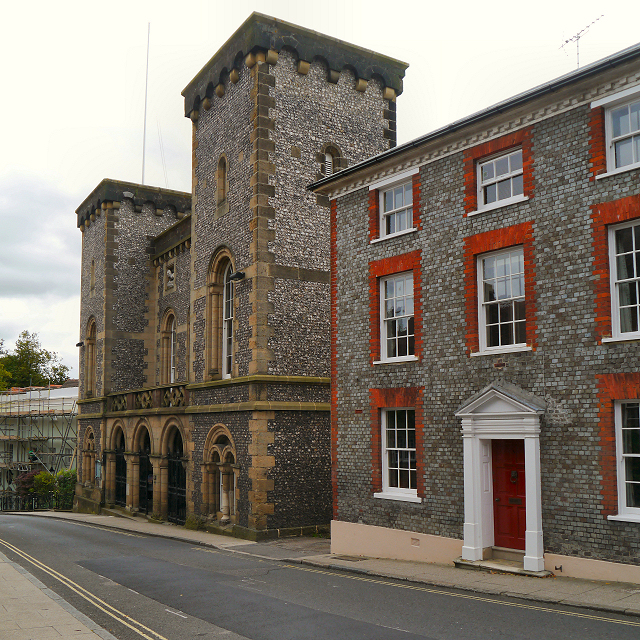
Stadshuset.
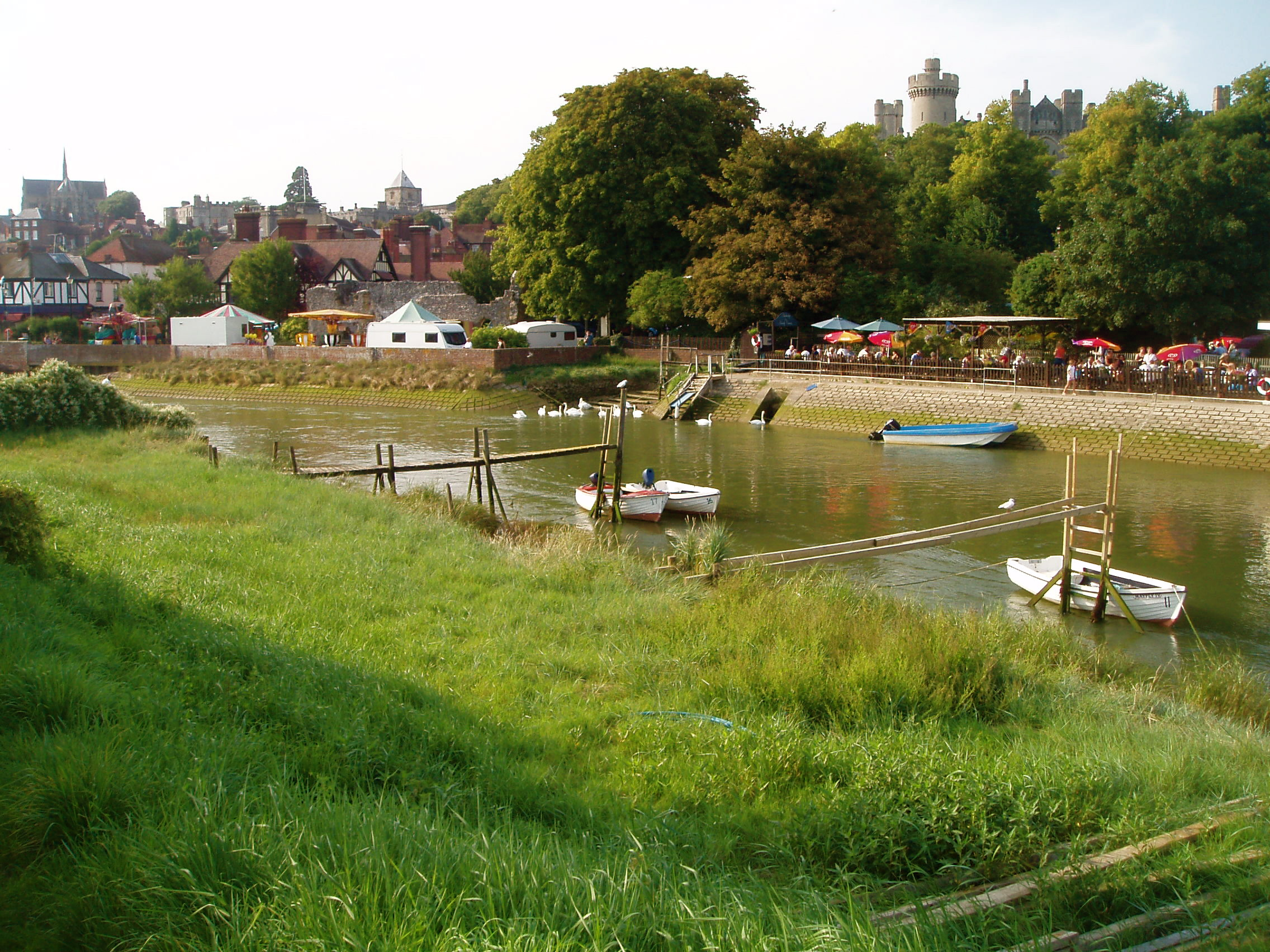
Floden Arun.
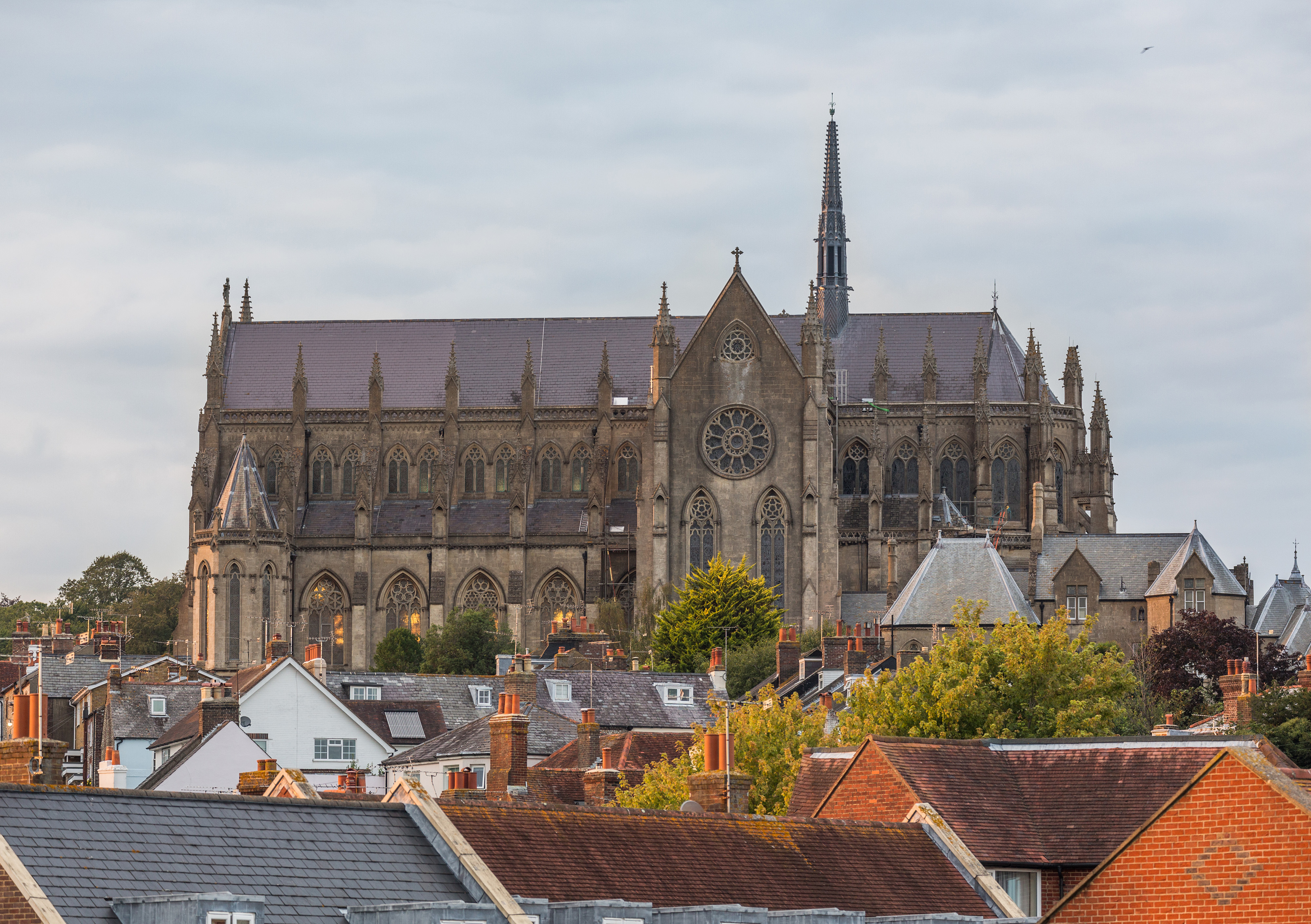
Romersk-katolsk katedral i Arundel.
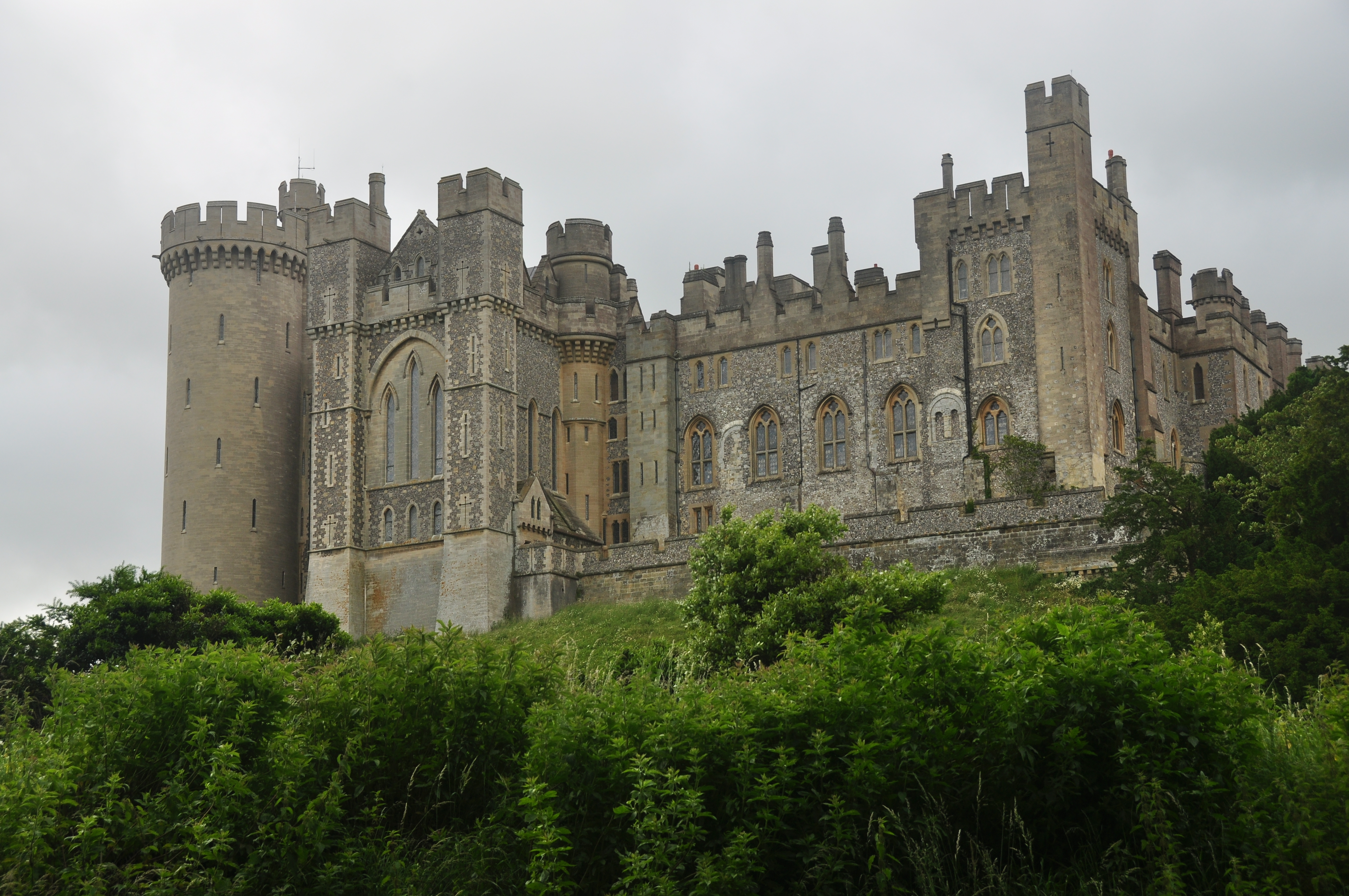
Arundel Castle.